# Aleksander Wat
Aleksander Wat, originariamente Chwat (Varsavia, 1º maggio 1900 – Parigi, 29 luglio 1967), è stato uno scrittore e poeta polacco di origine ebraica e cofondatore del futurismo polacco.

## Biografia
Wat nacque a Varsavia da una famiglia ebreo-polacca di antica tradizione, che annoverava tra i suoi membri anche il famoso cabalista del XVI secolo Isacco Luria. Una delle sue sorelle fu la celebre attrice Seweryna Broniszówna. Frequentò l'università a Varsavia dove studiò filosofia, psicologia e logica, ma abbandonò gli studi per dedicarsi all'attività letteraria. Strinse contatti con l'avanguardia letteraria polacca e nel 1919 fu tra i primi organizzatori del movimento futurista in Polonia.
Negli anni venti fu redattore di importanti riviste letterarie attraverso le quali contribuì a far conoscere Majakowski e il futurismo in Polonia. Dal 1921 al 1922 collaborò con Nowa Kultura, dal 1924 al 1925 con l'Almanach Nowej Sztuki e dal 1929 al 1931 con Miesięcznik Literacki. Alla fine degli anni venti, anche a causa dell'influsso di Majakowski, Wat cominciò ad occuparsi maggiormente di politica simpatizzando con il movimento comunista e dedicandosi da quel momento in poi più al giornalismo politico che a quello letterario.
Nel 1939, allo scoppio della seconda guerra mondiale e in seguito all'invasione tedesca della Polonia, Wat si rifugiò a Leopoli, allora occupata dai russi, dove prese parte alla vita culturale locale. Tuttavia, nel 1940 fu denunciato e cominciò per lui una dolorosa odissea di prigionia prima, lontano dalla famiglia, e poi dal 1942 il suo esilio in Kazakistan, dove, ricongiuntosi ai suoi (sua moglie Paulina e suo figlio Andrzej), fu costretto a rimanere fino al 1946. Durante la sua prigionia, unico ebreo fra tanti prigionieri polacchi cattolici, si convertì al cattolicesimo più per un bisogno di comunione spirituale con gli altri prigionieri che per un abbandono della sua identità ebreo-polacca, che invece mantenne sempre insieme ai suoi ideali comunisti antistaliniani, in una interessante compresenza di identità etniche, religiose e politiche. A questo proposito aveva scritto di sé nei Moralia:
Non mi sono mai sentito un polacco-ebreo o un ebreo-polacco. [...] Mi sono sempre sentito ebreo ebreo e polacco polacco. [...]
Nel 1946 tornò con la famiglia in Polonia, dove rimase nonostante avesse preso ormai le distanze dal comunismo stalinista. Lì ricominciò anche a scrivere poesie e riprese la sua attività di redattore nella casa editrice di stato. Dopo il disgelo post-staliniano (1956) Wat poté ritornare anche alla vita pubblica ricevendo nel 1957 un premio per la sua poesia dalla rivista settimanale Nowa Kultura. Nel 1959 Wat espatriò con i suoi familiari in occidente e dal 1961 si stabilì a Parigi dove morì suicida nel 1967. Nel 1964 era stato invitato all'Università di Berkeley in California, dove aveva registrato alcune conversazioni autobiografiche insieme al poeta suo conterraneo Czesław Miłosz. Queste conversazioni furono pubblicate postume a cura dello stesso Miłosz (che ne scrisse anche una prefazione) col titolo Mój wiek (Il mio secolo).

## Opere
Come già accennato sopra, le prime opere di Wat sono ispirate al futurismo e al surrealismo. Tra esse ricordiamo il poema pubblicato nel 1920 Ja z jednej strony i Ja z drugiej strony mego mopsożelaznego piecyka (Io da un lato e io dall'altro della mia stufa di ferro).
Nel 1927 uscì la sua raccolta di racconti Bezrobotny Lucyfer (Lucifero disoccupato), che gli diede fama e che tratta in modo originale la profonda crisi spirituale della civiltà occidentale postbellica, che si prepara alla nuova catastrofe della seconda guerra mondiale.
Le sue poesie della maturità invece, che usciranno postume nel 1968 col titolo Ciemne Ṡwiecidło (Lume oscuro), hanno una natura più intimista e mostrano bene quel dissidio esistenziale di Wat tra ebraismo, ateismo e cattolicesimo che ha giocato un ruolo essenziale nella vita creativa dello scrittore.
Ma l'opera più importante, infine, sono senza dubbio le sue conversazioni autobiografiche pubblicate postume da Miłosz e relative agli anni 1926-45, in particolare al periodo della prigionia e dell'esilio in Unione Sovietica. Per la loro lucida analisi della vita quotidiana nelle prigioni staliniste, queste memorie sono state paragonate al noto romanzo autobiografico di Solženicyn Arcipelago Gulag. Le registrazioni dalle quali quest'opera è tratta e parte dell'archivio letterario di Wat sono oggi conservati presso la biblioteca Beinecke della Università di Yale.
In Italia l'opera di Aleksander Wat è stata fatta conoscere attraverso le sue traduzioni da Luigi Marinelli, dal 1994 professore ordinario di Slavistica (Lingua e letteratura polacca) presso la Facoltà di Lettere e Filosofia dell'Università La Sapienza di Roma. 
- Aleksander Wat, Lucifero disoccupato, con saggio introduttivo e traduzione di Luigi Marinelli, Roma, Salerno, 1994
- Aleksander Wat, L'ebreo errante, con saggio introduttivo e traduzione di Luigi Marinelli, Roma, Salerno, 1995
- Aleksander Wat, Lume oscuro, a cura di Luigi Marinelli, traduzioni di Massimiliano Cutrera, Francesco Groggia, Luigi Marinelli, Roma, Lithos Editrice, 2006
- Aleksander Wat, My century, The odyssey of a Polish intellectual, tradotto in inglese e curato da Richard Lourie, prefazione di Czeslaw Milosz, Berkeley, University of California Press, 1988
- Aleksander Wat, Il mio secolo. Memorie e discorsi con Czesław Miłosz, a cura di Luigi Marinelli, Palermo, Sellerio, 2013.